# Nintendo World Store

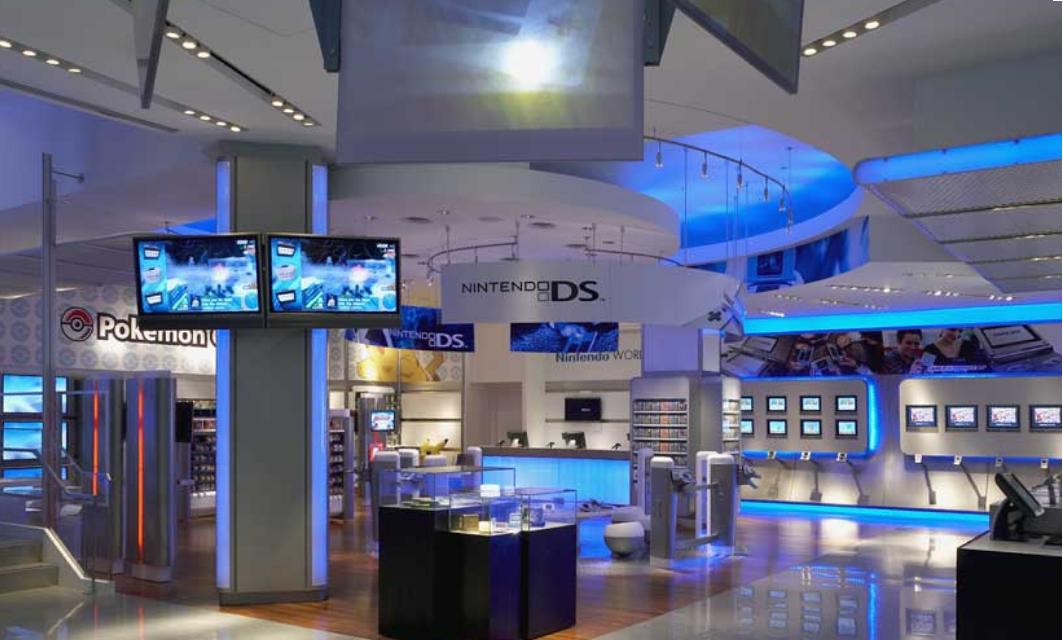
Premier étage du Nintendo World Store.

Le Nintendo World Store est un magasin Nintendo situé à New York, aux États-Unis. Situé au Rockefeller Center, ce magasin de deux étages couvre une superficie de 930 m² ; il a ouvert le 14 mai 2005.